# Agustín V. Pascal
Jesús Carlos Agustín Pascal Vezin (Guadalajara, 4 de mayo de 1856-Ciudad de México, 25 de noviembre de 1919) fue un ingeniero mexicano.
Fue hijo de André Pascal Vinay, nacido en Saint-Paul-sur-Ubaye, y de Elizabeth Vezin Tourneau, nacida en Pauillac, ambos de nacionalidad francesa. André Pascal Vinay formó parte de los primeros contingentes de Barcelonnettes que emigraron a México: llegó alrededor de 1830 y se estableció en Guadalajara en la década de 1840. Los Barcelonnettes fueron comerciantes y crearon en México los grandes almacenes. Agustín Pascal Vezin no se dedicó al comercio, sino a la ingeniería y a la ciencia.
Agustín Pascal Vezin fue bautizado con los nombres de Jesús Carlos Agustín; sin embargo, utilizó únicamente Agustín como nombre y puso la "V", del apellido materno Vezin, antes del apellido paterno: Agustín V. Pascal. Es mexicano por ius soli, y francés por ius sanguinis, pero siempre actuó como mexicano en el país y como representante de México en eventos internacionales. Participó activamente en la vida universitaria y científica de Guadalajara y del estado de Jalisco. Fue cofundador y profesor de la Escuela Libre de Ingenieros, que más tarde pasó a formar parte de la Universidad de Guadalajara.
Fue primer director del Observatorio Astronómico y Meteorológico del Estado de Jalisco, ubicado en Guadalajara e inaugurado el 2 de abril de 1889; dirigió la construcción de ferrocarriles en el estado de Jalisco y construyó el Parque de Los Colomos, con las bombas de agua que surten de agua potable a Guadalajara hasta alrededor de los años 1960. Levantó mapas topográficos de gran exactitud de los estados de Jalisco y Colima. Murió en la Ciudad de México el 25 de noviembre de 1919.

## Título de ingeniero
Agustín V. Pascal obtuvo el título de ingeniero del Instituto de Ciencias de Jalisco entre 1876 y 1880, no se sabe exactamente cuándo. Colaboró estrechamente con la Sociedad de Ingenieros de Jalisco, fundada en 1869. Con los colegas de dicha Sociedad fue uno de los fundadores de la Escuela de Ingenieros de Jalisco en 1883.

## Del Instituto de Ciencias de Jalisco a una Escuela de Ingenieros Independiente
Tanto la Sociedad como la Escuela coadyuvaron a un gran avance en la cultura científica, tecnológica e industrial del estado. En 1882, Agustín fue profesor de Geometría Descriptiva en la Sección de Matemáticas del Instituto de Ciencias de Jalisco. En Guadalajara, por sus antecedentes familiares ligados al desarrollo de la industrialización y a la educación jalisciense sobresalen, entre otros, los ingenieros Carlos F. de Landero y Agustín V. Pascal. El ingeniero Landero parece ser que fue profesor de Agustín —o alumno anterior a él— en el Instituto de Ciencias de Jalisco, y Agustín aparece en algunos trabajos como su asistente. Carlos de Landero y Agustín Pascal fueron amigos de toda la vida.
A principios de los años 1880, la Sociedad de Ingenieros evaluó que el Instituto no presentaba las facilidades para ampliar el espectro de especialidades de las ciencias del ingeniero. En efecto, el Instituto de Ciencias de Jalisco no solamente tenía estudios de ingeniero, pero también de medicina y de jurisprudencia. El Instituto se limitaba en la ingeniería a las especialidades de agrimensor y topógrafo. La Sociedad de Ingenieros decide, a través de sus miembros más influyentes con el Gobierno, trabajar para formar una Escuela de Ingenieros del estado, independiente de las carreras de medicina y jurisprudencia, y con un número de profesores suficiente y con la dotación competente para formar colecciones, gabinetes y observatorios necesarios.
Esta estrategia culminó con la ley de Instrucción promulgada por el gobernador del estado Francisco Tolentino el 15 de octubre de 1883, que da origen a una Escuela de Ingenieros independiente de las otras escuelas profesionales —medicina y derecho— a través de una Junta que dirigía el Instituto de Ciencias de Jalisco.  Con esta separación, implícitamente se disolvió el Instituto y se crearon tres escuelas independientes: ingeniería, derecho y medicina.
En virtud de esta ley de instrucción, se logró ampliar el número de cátedras para enseñar las distintas especialidades de la ingeniería: química, astronomía, geología, mineralogía, botánica, zoología, laboreo de minas, arquitectura, puentes y calzadas.  La Sociedad de Ingenieros desempeñó un papel principal para formar un cuerpo independiente de profesores encargado de la enseñanza de estas materias. En 1892, Agustín V. Pascal es profesor de la Escuela en las asignaturas de Topografía, Geodesia y Astronomía Práctica.
Durante la existencia de la Escuela —de 1883 a 1896— todo su cuerpo docente y de dirección estuvo integrado por miembros de la sociedad de ingenieros. Entre otros, fueron profesores de esta escuela Agustín V. Pascal y Carlos F. de Landero. La Escuela de Ingenieros fue víctima de circunstancias políticas que originaron que el gobernador Luis Curiel la clausurara en 1896.

## Escuela Libre de Ingenieros o Escuela de Ingenieros de Guadalajara
La Sociedad de Ingenieros continuó sus esfuerzos, encabezada por el ingeniero Ambrosio Ulloa, y finalmente logró la apertura de una Escuela Libre de Ingenieros, con carácter de pública y gratuita en enero de 1902.  La Escuela Libre de Ingenieros, que se llamó formalmente Escuela de Ingenieros de Guadalajara, sostenía que la instrucción profesional no debía ser dirigida ni sostenida por el Gobierno, sino que debería ser costeada por la sociedad. Para hacer posible este ideal, el ingeniero Ulloa con un grupo de colegas —entre los cuales estaban Agustín V. Pascal y Carlos de Landero— todos miembros de la Sociedad de Ingenieros, decidieron ofrecer sus clases sin retribución alguna. Posteriormente, se hizo un llamado a la sociedad jalisciense de Guadalajara para dotar de recursos económicos y materiales a la escuela que fue un éxito. La Escuela de Ingenieros de Guadalajara funcionó hasta su fusión con la Universidad de Guadalajara en 1925.

## Mediciones de la latitud y longitud de Paso del Norte (Ciudad Juárez)
El 29 de octubre de 1883, se ejecutaron las mediciones de las posiciones geográficas de la Ciudad de Chihuahua y Paso del Norte (Ciudad Juárez) para corregir las ejecutadas en 1844, que habían sido hechas después de que se perdió Texas en la Batalla de El Álamo. La Comisión Mexicana de Límites estaba dirigida por el ingeniero Carlos F. Landero, quién con su asistente Agustín V. Pascal pretendían realizar un cambio de señales telegráficas entre México y Paso Norte. En el Observatorio Astronómico Nacional de Tacubaya trabajaba Ángel Anguiano, en el Central de Palacio Nacional Leandro Fernández y en el Paso Norte Carlos F. Landero y Agustín V. Pascal. Felipe Valle, primer adjunto astrónomo y Rosendo Corona, como ayudante astrónomo, fueron a la Ciudad de Chihuahua, a la Casa de Moneda, llamada “Cárcel de Hidalgo”.  Se determinó la posición geográfica de Chihuahua, cárcel de Hidalgo: Latitud Norte 28º 38′ 23.41″, y Longitud al Oeste de Greenwich de 7h 04m 17.80s, y que Paso del Norte tiene Latitud Norte 31° 38′ 23.41″, y Longitud al Oeste de Greenwich de 7h 05m 56.40s.

## Publicación de un tratado de probabilidades y teoría de los errores
En 1885 Agustín V. Pascal escribe un libro sobre probabilidades y teoría de los errores. Este libro trata el método de los mínimos cuadrados para poder ajustar una recta a un conjunto de observaciones con dos características o variables, donde las observaciones se interpretan como una nube de puntos en dos dimensiones con coordenadas (x, y), que representan las características expresadas numéricamente de cada observación. El método de mínimos cuadrados permite la estimación de los parámetros de una ecuación lineal (una recta), cuya distancia —medida paralelamente al eje de las “y”, la abscisa— es la más pequeña posible a cada uno de los puntos de la nube, minimizando los errores de observación, bajo la hipótesis que los errores aleatorios se atribuyen a la variable independiente “x”. Este método se generaliza de dos dimensiones a “n” dimensiones, y actualmente es conocido como regresión lineal, mínimos cuadrados, por todos los estadísticos, econometristas y otros científicos, y es un método estadístico de aplicación universal de gran importancia hasta nuestros días.

## Jefe del Ferrocarril Regional y participación al Congreso de Ingenieros Civiles en los Estados Unidos
En 1889 Agustín V. Pascal tuvo el cargo de Jefe del Ferrocarril Regional, y en 1893 fue encargado del informe presentado al Congreso de Ingenieros Civiles en Estados Unidos sobre una línea de ferrocarril que uniera Guadalajara a un puerto del Pacífico, se piensa que se trataba la línea de ferrocarril de Guadalajara a Chamela.

## Fundación del Observatorio Astronómico y Meteorológico del estado de Jalisco
El 2 de abril de 1889 fue fundado el Observatorio Astronómico y Meteorológico del estado de Jalisco como resultado de una política auspiciada desde el Ministerio de Fomento federal, el ingeniero Agustín V. Pascal fue nombrado su primer director, radicando en la Escuela de Ingenieros donde funciona hasta 1899, al menos desde 1894 -según registros meteorológicos resguardados en los fondos históricos del ahora  Instituto de Astronomía y Meteorología  de la Universidad de Guadalajara- ya tiene actividad en una finca de la colonia West End, sin embargo, hay evidencias que un observatorio únicamente meteorológico se estableció en el Teatro Degollado en uno de los balcones de la última fila por la parte norte, luego dicho observatorio pasa del palco a la azotea del Teatro en 1906, porque se le equipó con aparatos nuevos y modernos con la asesoría del ingeniero Manuel Pastrana, director del Observatorio Meteorológico Central de México. En 1913, pasa del Teatro Degollado a su antiguo local de San Juan en la Escuela de Ingenieros de Guadalajara, hasta 1925 donde junto con la Escuela de Ingenieros se funde con la Universidad de Guadalajara y pasa a ocupar un local fuera de la ciudad —en aquel tiempo— junto a los Arcos.
Como director del observatorio, presenta a la Secretaría de Gobierno del estado de Jalisco un cuadro que manifiesta la mortalidad habida en el municipio de Guadalajara, comparada con los datos del Observatorio Meteorológico del estado de marzo a noviembre de 1891. Los cuadros litografiados son firmados por Agustín V. Pascal, director del observatorio, y Celso G. Cevallos, secretario de Gobierno. Los cuadros muestran las curvas de mortalidad y la marcha de la presión, temperatura, humedad, ozono, viento y evaporación.

## Tratado sobre las curvas de transición para vías ferrocarrileras
Agustín V. Pascal escribió en 1892 un tratado sobre las “Curvas de Transición para vías Ferrocarrileras”, en cuya presentación se establece que el ingeniero Pascal es encargado de la formación de presupuestos en el Ramal del Pacífico del Ferrocarril Central Mexicano y de hacer las localizaciones de este, de Colima a Chamela, y actual director del observatorio del estado de Jalisco, así como Profesor de Topografía, Geodesia y Astronomía Práctica en la Escuela Oficial de Ingenieros. El libro está dedicado a su amigo y mentor el ingeniero Carlos F. de Landero. La dedicatoria dice:

Al Sr Ingeniero Don Carlos F. de Landero

Cuando estuvo vd. Encargado de dirigir los trabajos del ferrocarril á Chamela, adoptó las curvas de transición por ser reconocidas como las mejores, y me encargó formara las instrucciones á que debían someterse los jefes de sección. Entonces escribí este tratadito, y al publicarlo hoy, me permito dedicárselo como un pequeño y público testimonio de amistad y agradecimiento.

Su afmo. amigo y atto. s. s.

A.V. Pascal

El tratadito, como lo llamó el autor, es la solución de un problema complejo de equilibrio de fuerzas cuando un ferrocarril toma una curva, y que es función de la velocidad del tren y del diámetro de esta última. En la introducción explica la naturaleza del problema y su solución:

Estas curvas tienen por objeto evitar peligros en la explotación, y el deterioro rápido del material rodante y de la vía.
En las curvas circulares se acostumbra siempre elevar el riel exterior, á fin de contrarrestar la fuerza centrífuga; pero como no es posible formar un escalón en P.C. (principio de curva), se comienza sobre la tangente el levantamiento como á unos 25 metros antes de dicho punto, resultando de este sistema inconvenientes fáciles de apreciar desde luego.  
La mejor curva de transición será aquella que permita al tren recorrerla ejerciendo sobre ambos rieles igual presión y de tal suerte que esta vaya aumentando uniformemente hasta llegar á la curva circular, sin que los flanges de las ruedas apoyen sobre alguno de los rieles.
Para satisfacer esas condiciones, y siendo el levantamiento del riel exterior inversamente proporcional al radio de la curva, es necesario que el radio sea también inversamente proporcional al perímetro de la misma curva.

El último párrafo de la transcripción da lugar a un sistema de ecuaciones diferenciales de las cuales, el ingeniero Pascal deduce tablas numéricas para obtener los parámetros de las curvas sin tener que resolver para cada caso el sistema de ecuaciones así definidas.  El tratado da como resultado tres tablas de las cuales se deducen directamente todos los parámetros necesarios para la construcción de las curvas ferrocarrileras.

## Participación a la Exposición Colombina de Chicago en 1893

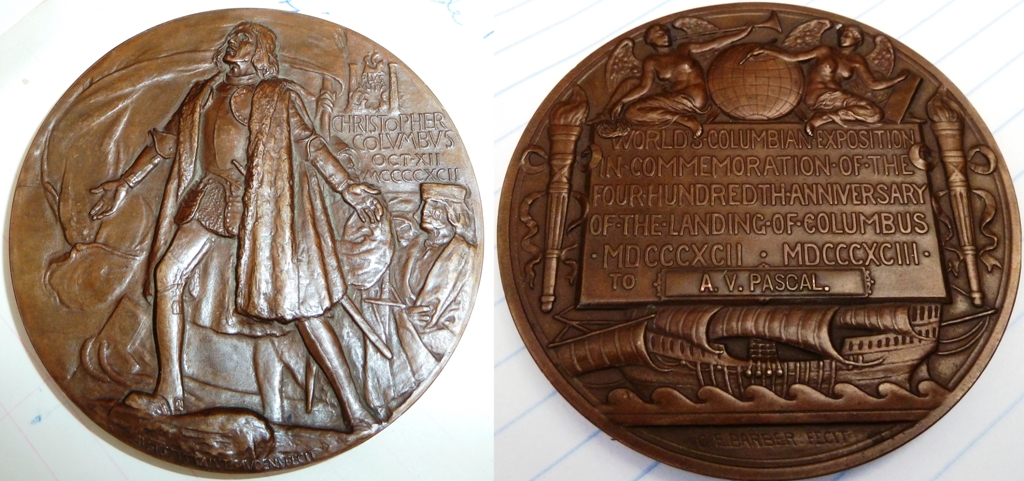
Anverso y reverso de la Medalla Conmemorativa para A.V.Pascal, World's Columbian Exposition, 1893

En 1893, el ingeniero Agustín V. Pascal participó a la Exposición Colombina de Chicago (Exposición Mundial Colombina), que fue para conmemorar los 400 años del descubrimiento de América en 1492. La exposición fue un evento muy notable social y culturalmente, y tuvo un efecto en arquitectura, sanidad urbana, artes, y en la imagen de Chicago mismo. La exposición fue diseñada en gran parte por el arquitecto y urbanista norteamericano Daniel Burnham y por el paisajista Frederick Law Olmsted, y mostraba el prototipo de lo que una ciudad debería ser. El diseño siguió los principios des Beaux Arts, o sea, de la arquitectura neoclásica francesa basada en simetría, equilibrio y esplendor.  La medalla conmemorativa que se le dio al ingeniero Agustín V. Pascal por su participación a esta exposición.

## Los Colomos y el agua potable para la Ciudad de Guadalajara
El Bosque de Los Colomos se encuentra ubicado al noreste del municipio de Guadalajara, representa una pequeña porción de naturaleza enclavada en una gran mancha urbana. La Casa Colomos o Castillo, se encuentra dentro de este enorme parque. Es una obra del ingeniero Agustín V. Pascal construido en 1898 e inaugurado en 1902, fungiendo como casa de la administración del agua. Actualmente funciona como Casa de la Cultura y se imparten clases de dibujo, pintura, escultura, baile folklórico para niños y adultos, conferencias, proyecciones cinematográficas, obras de teatro, conciertos; y exposiciones diversas.
En 1893, siendo gobernador del estado el General Luis del Carmen Curiel, se presentó un proyecto por el ingeniero Gabriel Castaños para abastecer a Guadalajara de los manantiales de los Colli. Sin embargo, a pesar de que el ingeniero Castaños comenzó las obras, resultó que su proyecto no podría proporcionar la cantidad de agua que había prometido y tuvo que renunciar, siendo remplazado por el ingeniero Ambrosio Ulloa en 1897.
Se consultó al ingeniero Agustín Pascal 1898, quién aplicó al proyecto la corriente urbanística y arquitectónica de la reciente Exposición Colombina de Chicago (Exposición Mundial Colombina). El ingeniero Agustín Pascal recomendó que las obras de Colli se extendieran hasta la zona hidrológica conocida como Los Colomos, integrada por varios manantiales. El ingeniero Agustín Pascal explicó que para poder aprovechar los manantiales de Los Colomos ere necesario utilizar bombas para elevarlos unos 400 m (metros) y que así pudieran juntarse con los del Colli. Para este fin investigó cuáles serían las bombas más adecuadas tomando en consideración lo siguiente:
1. Que el rendimiento mecánico sea bueno en la práctica
2. Que la máquina sea muy sólida y difícil de deteriorase
3. Que la construcción sea sencilla de manera que los desperfectos que hubiese se noten desde luego y sean fáciles de reparar con elementos locales
4. Que no necesite ninguna atención por parte de la persona que las maneje ni conocimientos especiales, guiándose solamente por un corto número de reglas prácticas
5. Que la instalación sea económica
Estudió la maquinaria que se había utilizado en otros lugares de la República Mexicana con propósitos similares en México, Pachuca y Real del Monte. Concluyó que la bomba que se usaba en la mina de San Rafael en Pachuca funcionaba muy bien y era de válvulas grandes.  También pidió la opinión de otros ingenieros como a Carlos F. Landero, Raúl Prieto y Roberto Muñoz quienes ya habían realizado estudios sobre el desagüe de las minas de Pachuca y Real del Monte. El ingeniero Pascal decidió que los motores eléctricos más apropiados deberían ser los de la fábrica Allgemeine Elektricitäts-Gesellschaft (AEG) de Alemania:

Las bombas tienen una capacidad de 80 litros por segundo requiriendo motores de unos 77 caballos efectivos cada uno, aportando una potencia teórica de 450 caballos para elevar 250 litros por segundo y de 720 para elevar los 400 que son susceptibles de dar los manantiales.

La energía provenía de una planta hidroeléctrica ubicada en la zona conocida como Las Juntas, que aprovechaba la potencia del río Santiago para producción de electricidad, propiedad del Sr. Schöndube.  En 1902, la Compañía Industrial de Guadalajara adquirió la empresa del Sr. Schöndube con todas sus obligaciones.
Gracias a la electricidad, el agua de Los Colomos se elevaría 14 horas por día, pero también se instaló un motor a vapor, en caso de falla de la electricidad, que pudiera mover al menos una de las bombas. Una vez elevada el agua, esta sería transportada por un acueducto que se tuvo que construir también.  
Se utilizaron vías de ferrocarril Decauville Ainé, francés, que eran vías angostas construidas totalmente de hierro, incluyendo los durmientes, lo cual las hacía desplazables . Con este ferrocarril se construyó el puente acueducto, con el cual el transporte de la piedra, el carbón, la leña y los trabajadores fue más fácil. Otro avance tecnológico del proyecto fue el cemento que se utilizó en el recubrimiento de los canales para evitar su desgaste y también de los tanques, impidiendo que el agua y la cal se mezclaran para evitar el agua perdiera sus propiedades.
Al concluir los trabajos de abastecimiento en 1902, la ciudad habría dispuesto de 46 200 000 L (cuarenta y seis millones doscientos mil litros) de agua por día. De este total, 43 200 000 (cuarenta y tres millones doscientos mil) serían proporcionados por Los Colomos y solamente 3 000 000 (tres millones) por los manantiales de oriente. Cuando en 1898 fue nombrado como comisionado de introducción del agua, el ingeniero Agustín V. Pascal proporcionó información sobre los requisitos que debía cumplir toda obra de abastecimiento:
1. Calidad del agua.
2. Que sea captada en los manantiales mismos y que se conduzca a cubierto para impedir que contenga impurezas, por ejemplo las que pueda arrastrar el viento.
3. Que tenga aire en solución.
El primer requisito fue estudiado por el Profesor Lázaro Pérez, quién manifestó por escrito: 

[…] que dichas aguas reúnen condiciones inmejorables para la salubridad. Por mi parte, los análisis hidrométricos que hice me acusaron siempre de 1 ½ a 2°, es decir pureza de agua de lluvia.

El ingeniero Pascal no pensó que fuera necesario aplicar algún tipo de tratamiento para potabilizar el agua, como agregarle cloro.  Solo bastaba con la limpieza de los tanques de almacenamiento, por eso tanto en Los Colomos como en San Andrés se construyeron dos tanques areneros, cuyo objetivo era de asentar cualquier sustancia sólida en el fondo del tanque. Esto lo explica el ingeniero Agustín Pascal en un informe que él rindió:

El agua que penetra en los tanques es muy pura y el sistema seguido para captarla les asegura perfecta limpieza, pudiendo garantizar que llevará en suspensión cuerpos extraños, como arena o piedrecillas si es en casos excepcionales. Suponiendo que alguna vez cayesen arenas o tierra en los tanques esta se asentaría poniéndose en contacto inmediato con el fondo.

El segundo requisito se garantizó tomado el agua directamente de la fuente natural a la tubería, y de esta a las casas de los habitantes. Se utilizaron tubos de hierro cubiertos de barniz impermeable para evitar la oxidación de la tubería. Además, los manantiales de Los Colomos presentaban capas de jal y tepetate, capas filtrantes que se encontraban a una distancia conveniente para evitar riesgo de toda impureza antes de que llegara hasta los depósitos.  
Con respecto al tercer requisito, no fue sino hasta 1908 en que se llevó a cabo un análisis químico del agua por el Sr. José Donaciano Morales: “Químico, Catedrático de Farmacia en la Escuela Nacional de Medicina, Miembro del Consejo Superior de Salubridad y Delegado de México en los Congresos Internacionales de Química, Higiene e Hidrología de 1889 en París y de Farmacia en Bruselas en 1897”. El análisis del Sr. Morales dice:

He analizado una muestra de agua remitida y la he encontrado como sigue: agua limpia, incolora, inodora, de sabor de agua potable, no enturbia por la ebullición. Composición química: un litro contiene sulfato de calcio (0.003 gramos), carbonato de magnesio (0.017 gramos), carbonato de calcio (0.062 gramos), cloruro de sodio (0.013 gramos), silisa (0.20 gramos), óxido de hierro (0.001 gramos), materia orgánica (no azoada) (0.009 gramos), total substancies disueltas 0.185 gramos. En esta agua no hay nitritos, nitratos ni amoniaco, no está contaminada. Es potable. Firmado – J.D. Morales. Guadalajara, 7 de julio de 1908.

## Mapa topográfico del estado de Jalisco, del estado de Colima y del territorio de Tepic

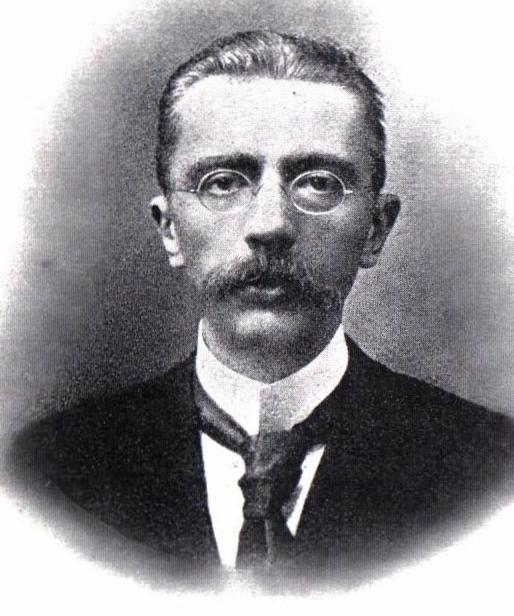
Agustín V. Pascal circa 1915.

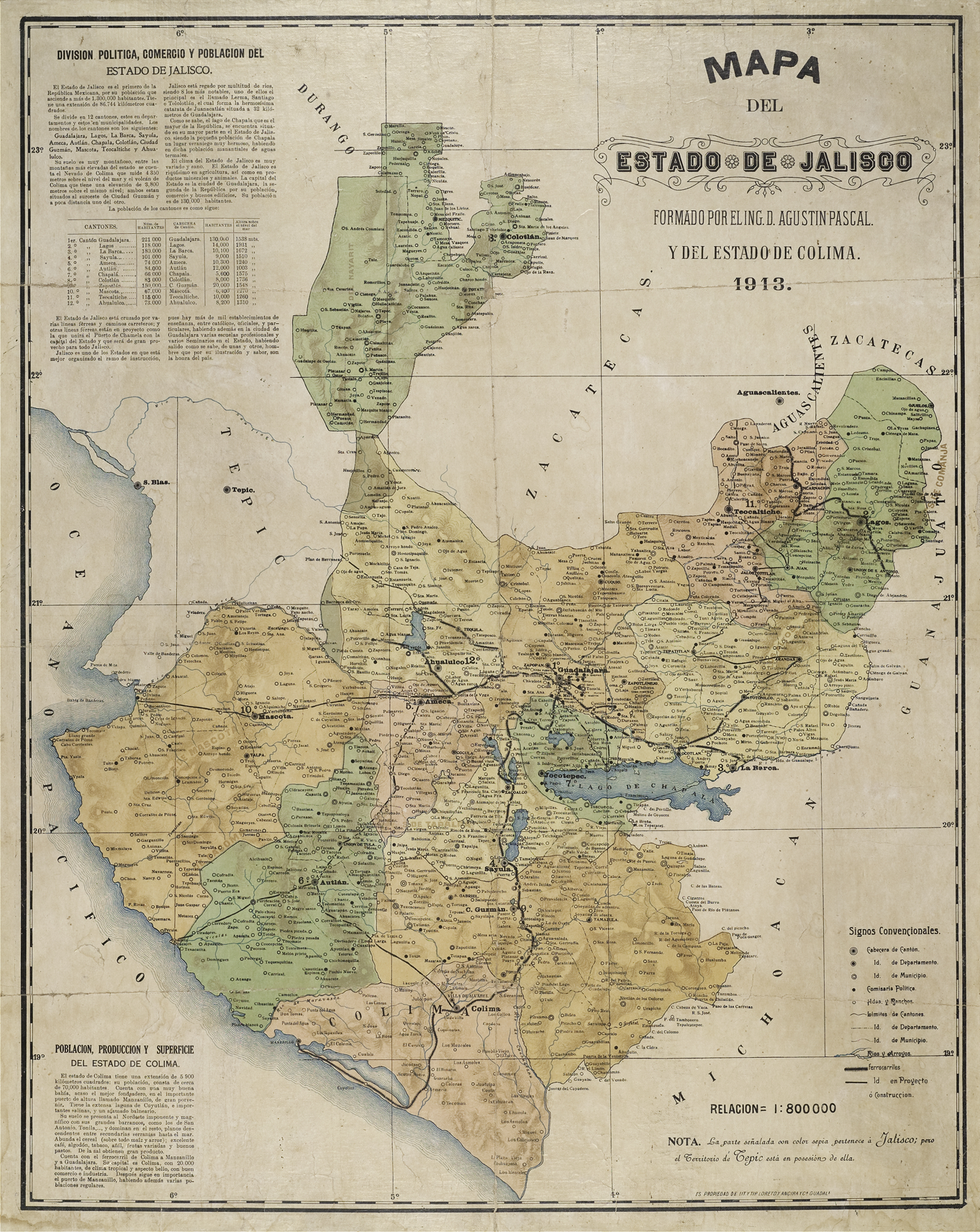
Mapa del estado de Jalisco y del estado de Colima por el ingeniero Agustín V. Pascal, 1913.